# Prunus speciosa
Prunus speciosa är en rosväxtart som först beskrevs av Gen-Iti Koidzumi, och fick sitt nu gällande namn av Collingwood Ingram. Prunus speciosa ingår i släktet prunusar, och familjen rosväxter. Inga underarter finns listade i Catalogue of Life.

## Bildgalleri

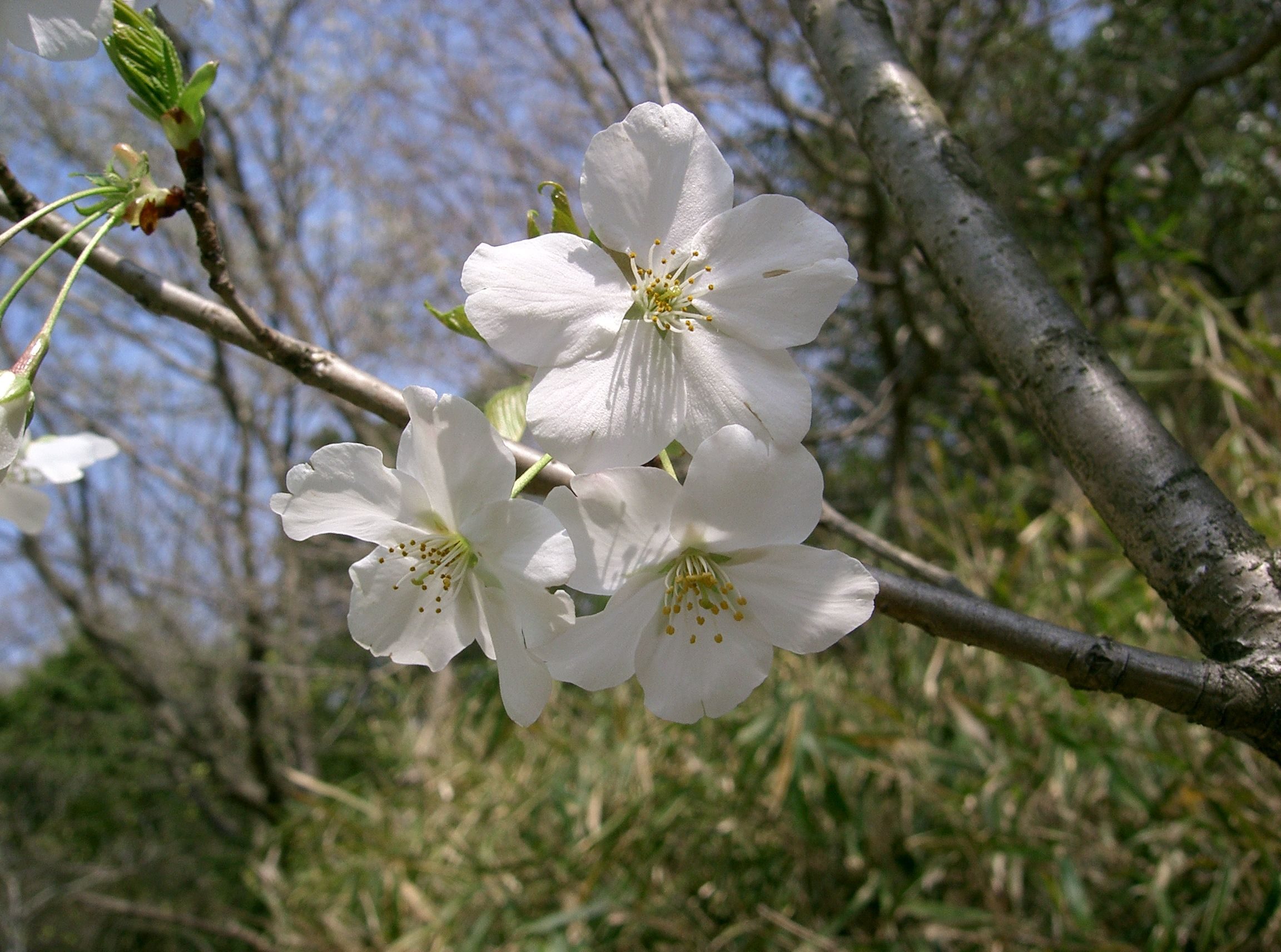
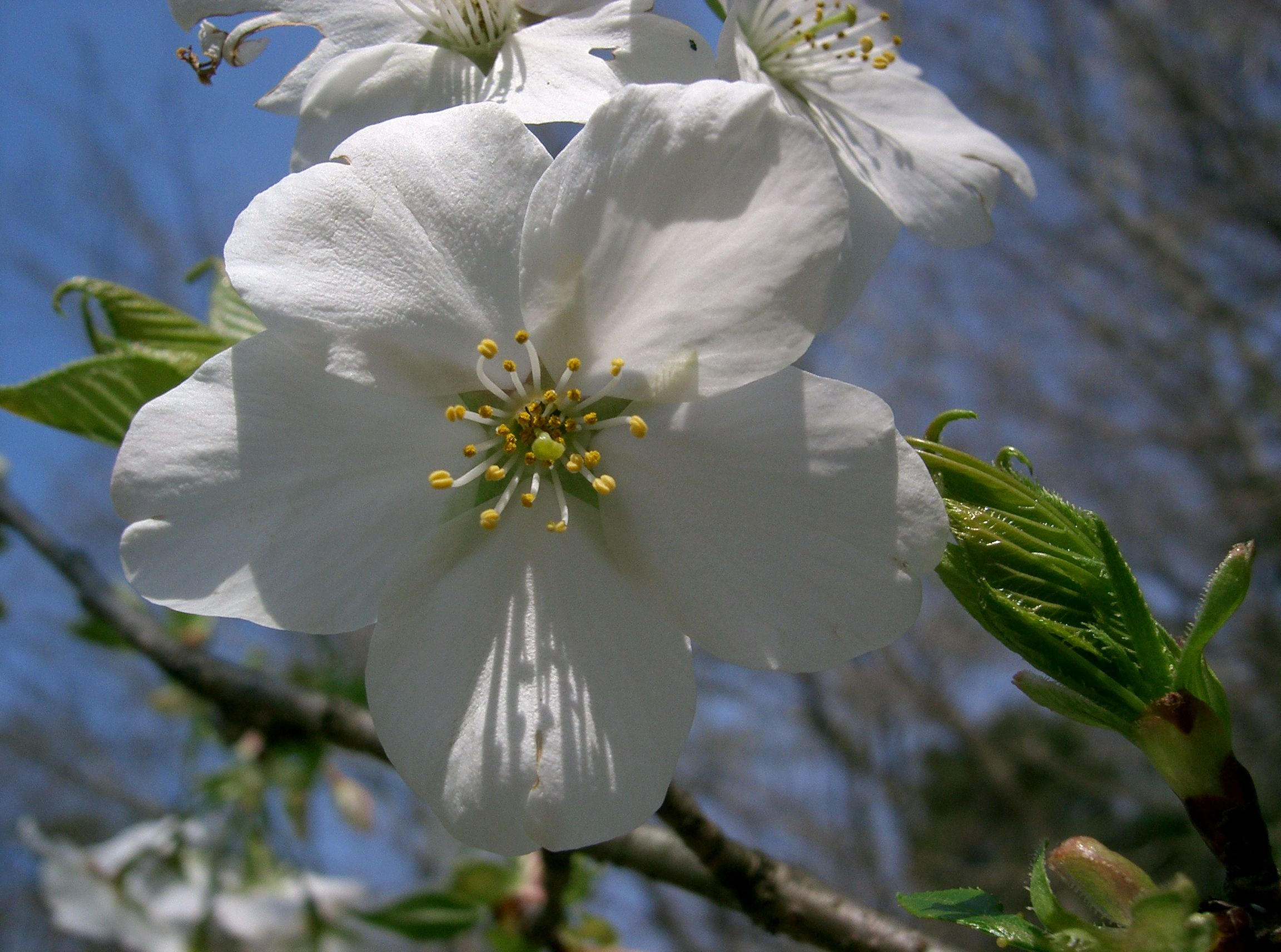
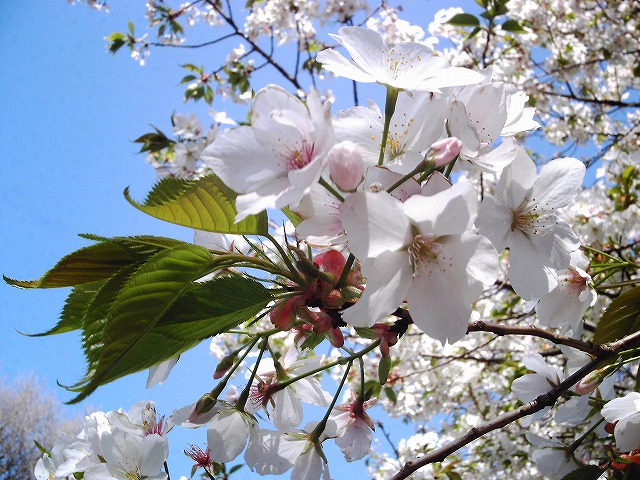
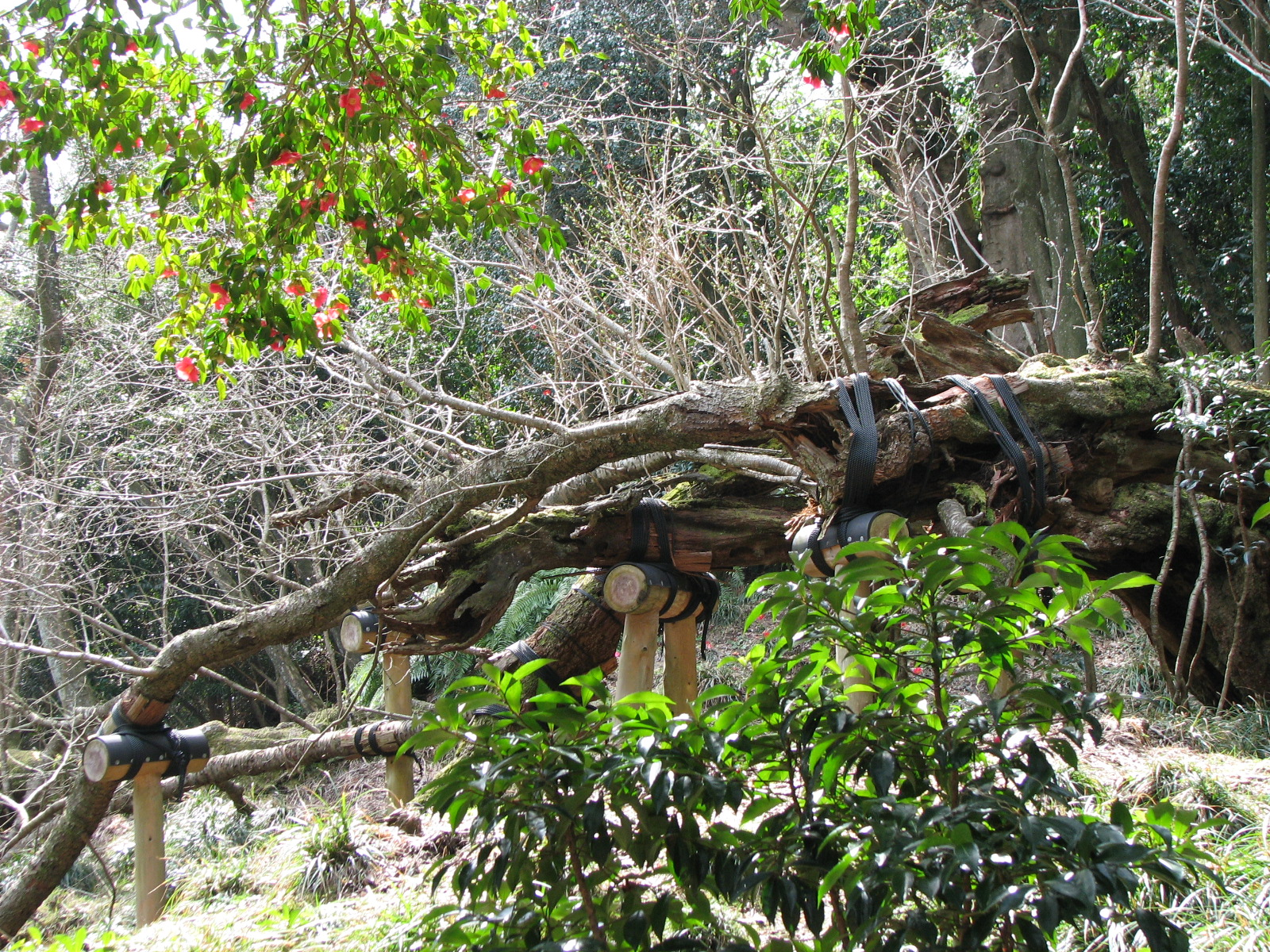
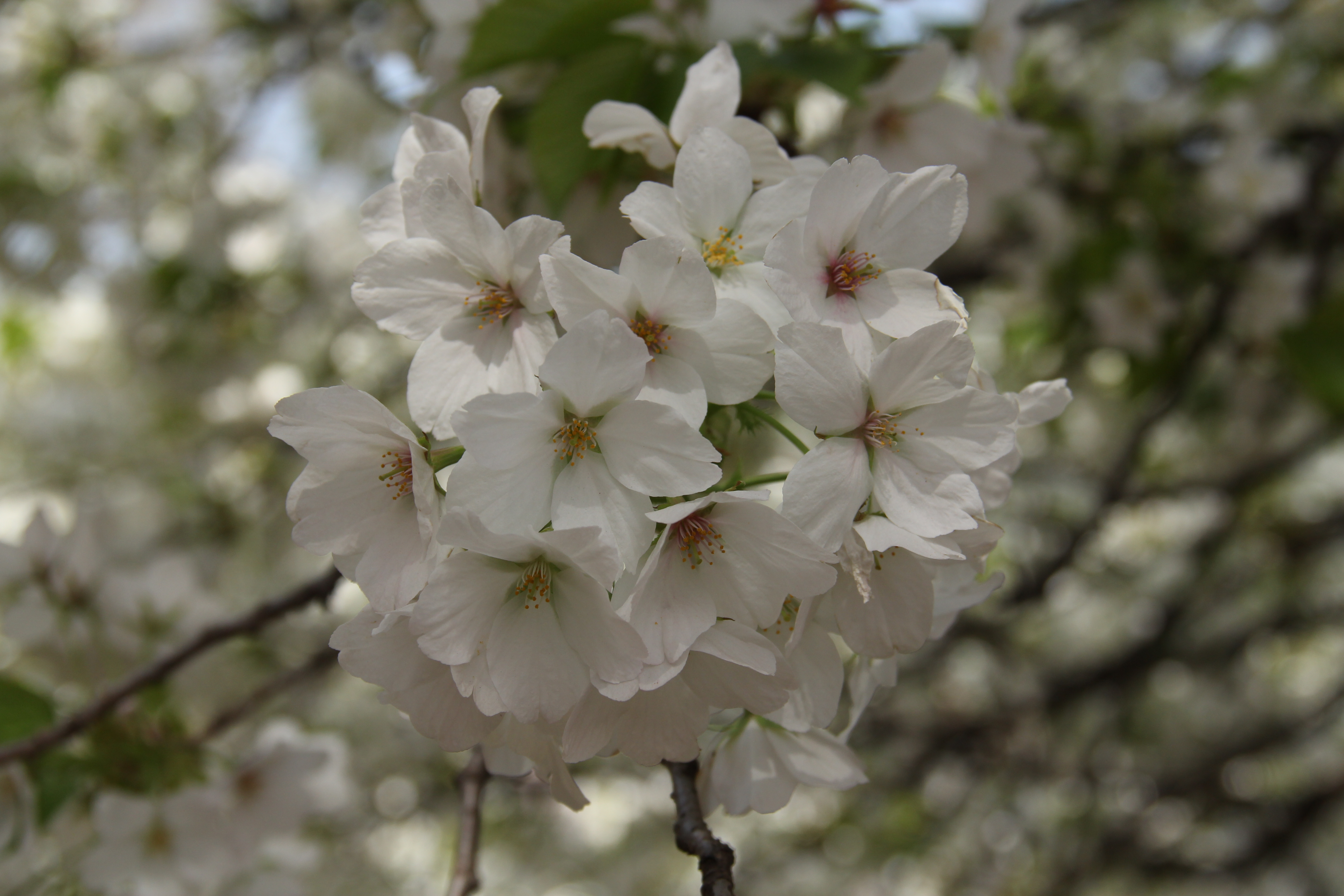
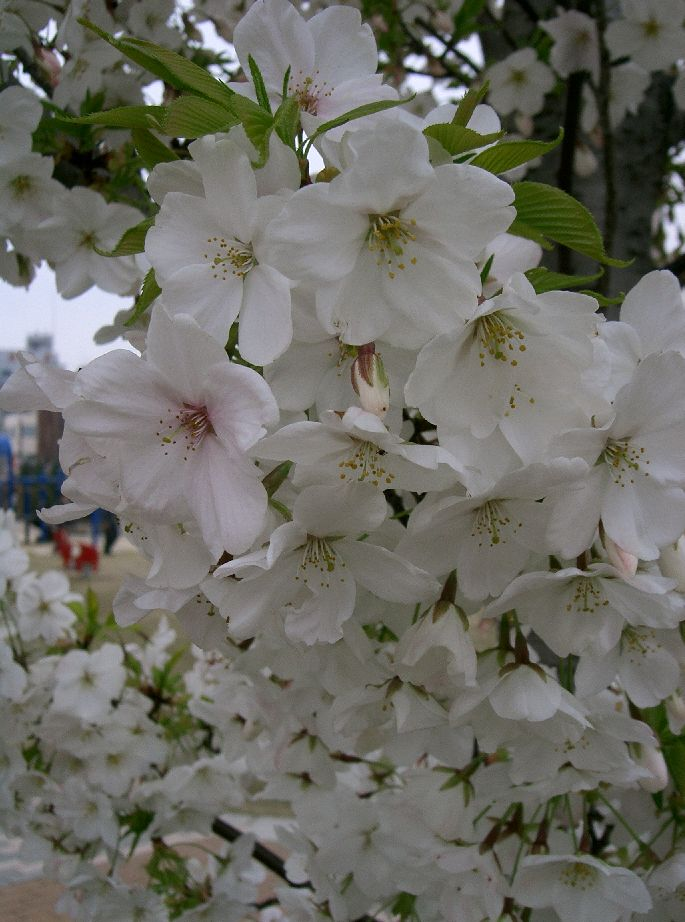